# Luteranstvo
Luteranstvo (ali luteranizem) je krščansko reformacijsko gibanje, ki ga je začel Martin Luter.
Luther je 31. oktobra 1517 na vrata wittenberške cerkve nabil 95 tez, v katerih je zarisal ideje o prenovi (Rimskokatoliške) Cerkve. Zlasti ostro je nastopil proti nekaterim praksam, ki so se izoblikovale v Rimskokatoliški Cerkvi v srednjem veku, npr. prodajanje odpustkov za denar ipd.
Rimskokatoliška cerkev ni privolila v predlagano prenovo in je Luthra izobčila, kar je pripeljalo do pojava novih krščanskih verskih skupnosti, ki jih imenujemo Luteranske Cerkve ali Evangeličanske Cerkve.
Glavne ideje luteranstva:
- Dogme, ki so jih razglasili papeži in Cerkveni koncili niso obvezujoče. Pravo vero razkriva samo Sveto Pismo (sola Scriptura).
- Glava Cerkve (tj. skupnosti vseh vernih) ni papež, pač pa Jezus Kristus (solus Christus).
- Za zveličanje niso potrebna dela, ki jih predpisuje Cerkev, in Cerkveni odpustki, pač pa samo vera (sola fides).
- Odrešenje človeku podeljuje samo Božja milost (sola gratia).
- Obstajata samo dva zakramenta, ki ju je postavil Kristus: krst in sveta večerja (evharistija). Ostale katoliške zakramente so si izmislili pozneje.
- Upoštevati je treba Deset Božjih zapovedi v originalni obliki, vključno z zapovedjo »Ne imej drugih bogov«, »Ne moli podob« ipd. Čaščenje svetnikov in podob (ikonodulija) je neprimerno.
- Marijo je treba spoštovati kot Jezusovo mater, neprimerno pa jo je po božje častiti.
- Duhovniški celibat je zahteva papeža, ne pa Jezusa, zato ga ni treba upoštevati.